# 정한조
정한조(鄭漢朝, 1835년 음력 8월 15일 ~ 1917년 5월 28일)는 조선 말기의 관료로 일제강점기의 조선귀족이다.

## 생애
한성부 출신이며 본관은 동래이다. 철종 재임 중인 1861년 과거에 급제하여 홍문관과 승정원에서 관직을 시작했다. 판서 벼슬과 의정부참찬, 평안도 관찰사, 궁내부 특진관 등을 역임한 뒤 현직에서 물러나 퇴임 관리를 위한 기로소에 들어갔다.
1910년 한일 병합 조약 체결 후 원로 대신으로서 일본 정부로부터 남작 작위를 수작했다. 정한조 사후에는 그의 아들인 정천모가 작위를 습작했다. 정한조 부자는 일제 강점기 동안 서울에서 넉넉한 생활을 했다.
2002년 발표된 친일파 708인 명단, 2008년 민족문제연구소에서 친일인명사전에 수록하기 위해 정리한 친일인명사전 수록예정자 명단에 모두 선정되었으며, 2006년 친일반민족행위진상규명위원회가 조사 발표한 친일반민족행위 106인 명단에도 포함되었다.

## 참고자료
- 친일반민족행위진상규명위원회 (2006년 12월). 〈정한조〉 (PDF). 《2006년도 조사보고서 II - 친일반민족행위결정이유서》. 서울. 310~313쪽쪽. 발간등록번호 11-1560010-0000002-10. 2007년 10월 8일에 원본 문서 (PDF)에서 보존된 문서. 2007년 6월 21일에 확인함.